# Vício redibitório
Vício redibitório é uma figura do direito civil, aplicada aos contratos de compra e venda e, portanto, afeita também ao direito comercial e do consumidor, que especifica a possibilidade de existência de um "vício" - aqui entendido por defeito - de forma oculta no bem ou coisa objeto de uma venda, e do qual o comprador não poderia tomar conhecimento quando efetuou o negócio, de tal forma que este vicio torne o uso ou destinação do bem imprestável ou impróprio, ou ainda diminuindo-lhe o valor.
É, portanto, uma garantia da lei, que protege o adquirente, independentemente de previsão contratual.

## Natureza jurídica
No Brasil, existe divergência doutrinária sobre a natureza jurídica do vício redibitório. Para Gagliano e Pamplona FIlho, trata-se de uma garantia legal. Flávio Tartuce, por sua vez, leciona que se trata do próprio defeito, cuja consequência jurídica é a possibilidade de sua evocação através das ações edilícias.

## Análise
Para Orlando Gomes, existe não apenas no contrato de compra e venda, mas em todos os contratos em que haja translação de propriedade. O vício precisa estar oculto, pois se aparente presume-se que o comprador aceitou-o daquela forma; é necessário, ainda, que exista no momento da compra, embora alguns autores entendam que este se estenda até o momento da entrega.
Já Gagliano e Pamplona Filho entendem que os vícios redibitórios são aplicáveis a todos os contratos comutativos, abrangendo também os contratos em que há a translação de posse, não só de propriedade. Portanto, haveria a possibilidade de se verificar a existência de vício redibitório em contratos de comissão, por exemplo.

## Ações edilícias
A garantia legal pode ser evocada pelo comprador por meio de duas ações processuais, que são distintas e não cumulativas (ou seja, só pode optar por uma das duas), e que são chamadas edilícias:
- Ação redibitória - nela o Autor pretende o desfazimento do negócio, em razão da existência do vício redibitório; se julgada procedente, o bem retorna ao vendedor, que por sua vez tem de devolver a quantia recebida;
- Ação estimatória (ou quanti minoris) - o Autor não pretende desfazer o negócio, mas sim obter um abatimento no valor pago.

Questão controversa no direito brasileiro é a do início da contagem do prazo para a propositura da ação edilícia: a lei diz que é a da entrega (tradição) da coisa; autores pretendem, contudo, que seja a da descoberta do vício - o que o torna impreciso e variável.